# Дзуляно
Дзуля̀но (на италиански: Zugliano; на венециански: Zujan, Дзуян) е градче и община в Северна Италия, провинция Виченца, регион Венето. Разположено е на 154 m надморска височина. Населението на общината е 6835 души (към 2015 г.).